# Manrico Berti
Manrico Berti Luciani (Ancona, 31 dicembre 1901 – Tivoli, 9 marzo 1972) è stato un calciatore italiano, di ruolo centrocampista.
Con un fratello maggiore anch'egli calciatore,  è noto anche come Berti Luciani II.

## Carriera
Nato ad Ancona, è titolare nella prima stagione agonistica della Tivoli, vincendo il campionato nella stagione 1922-1923. Nel 1925 arriva alla Lazio e vi rimane fino al 1929. È un calciatore di grande personalità, molto dinamico e combattivo. A metà campo argina le azioni degli avversari ed è pronto a ripartire. Nella Lazio gioca in tutto 45 incontri nell'allora Serie A, e nel 1929 passa al Viterbo, dove rimane per una stagione. Nel 1930-31 gioca, unitamente al fratello Berti I, nel Rieti. Nel 1931-32 torna alla Lazio ma non viene mai impiegato in competizioni ufficiali.
Dopo il ritiro dallo sport agonistico si dedica alla fotografia dimostrando notevole capacità e passione, che trasmette poi ai figli Luciano e Raffaele, continuatori dell'attività paterna.